# Jailbreak (album van Thin Lizzy)
Jailbreak is het zesde album van Thin Lizzy. Dit album was hun doorbraak in Amerika. Het album bevatte ook twee van hun grootste hits "Jailbreak" en "The Boys Are Back in Town"

## Tracklist

### A-kant
1. "Jailbreak" - 4:01
2. "Angel from the Coast" - 3:03
3. "Running Back" - 3:13
4. "Romeo and the Lonely Girl" - 3:55
5. "Warriors" - 4:09

### B-kant
1. "The Boys Are Back in Town" - 4:27
2. "Fight or Fall" - 3:45
3. "Cowboy Song" - 5:16
4. "Emerald" - 4:03